# Fritz Ursell
Fritz Ursell, né le 28 avril 1923 à Düsseldorf (Allemagne), mort le 12 mai 2012 à Manchester (Grande-Bretagne), est un mathématicien et physicien anglais connu pour ses travaux en mécanique des fluides et particulièrement sur l'interaction fluide-structure.

## Biographie
Il arrive en Grande-Bretagne en 1937, sa famille étant réfugiée de l'Allemagne nazie,. Il étudie au Trinity College (Cambridge) où il obtient un baccalauréat universitaire de mathématiques en 1943.
Il entre alors à l'Amirauté dans un service dédié à la prévision des vagues lors d'un débarquement militaire. Ces travaux sont à l'origine de la prévision des vagues en mer développée par la suite.
En 1947 il devient chercheur postdoctoral en mathématiques appliquées.
En 1950 il est lecteur à l'Université de Cambridge où il fait la connaissance de Geoffrey Ingram Taylor et est invité au Massachusetts Institute of Technology.
De 1961 jusqu'à sa retraite en 1990 il occupe la chaire Beyer de mathématiques appliquées à l'Université de Manchester.

## Distinctions
- Fellow of the Royal Society[4] (1972).
- Georg Weinblum Lectureship, 1985–1986[5].